# Monasterio de Moldovița
El monasterio de Moldovița (en rumano: Mânăstirea Moldovița) es un monasterio ortodoxo rumano situado en la comuna de Vatra Moldoviței, en el distrito de Suceava, Moldavia, Rumanía. El Monasterio de Moldovița fue construido en 1532 por Petru Rareș, hijo ilegítimo de Esteban III de Moldavia. Fue construido como barrera protectora contra los conquistadores otomanos del Este.

## Historia
Esteban el Grande, el rey (en rumano Domnitor) de Moldavia desde 1457 hasta su muerte en 1504, luchó 36 batallas contra el Imperio otomano, ganando 34 de ellas.  Era muy religioso y construyó iglesias después de muchas victorias.[cita requerida] El hijo ilegítimo de Esteban, Petru Rareș, quien gobernó Moldavia desde 1527 a 1538 y de nuevo entre 1541 y 1546, fomentó una visión nueva para las iglesias de Bucovina. Contrató artistas para cubrir los interiores y exteriores con elaborados frescos (retratos de santos y profetas, escenas de la vida de Jesús).
Los mejores preservados son los monasterios de las ciudades de Sucevița, Moldovița, Voroneț, Humor, Suceava, Pătrăuți, Arbore y Probota. Estos ocho monasterios, incluido el monasterio de Moldovița, entraron en la lista de Patrimonio Mundial de la UNESCO en 1993, con la denominación de Iglesias de Moldavia.

## Frescos

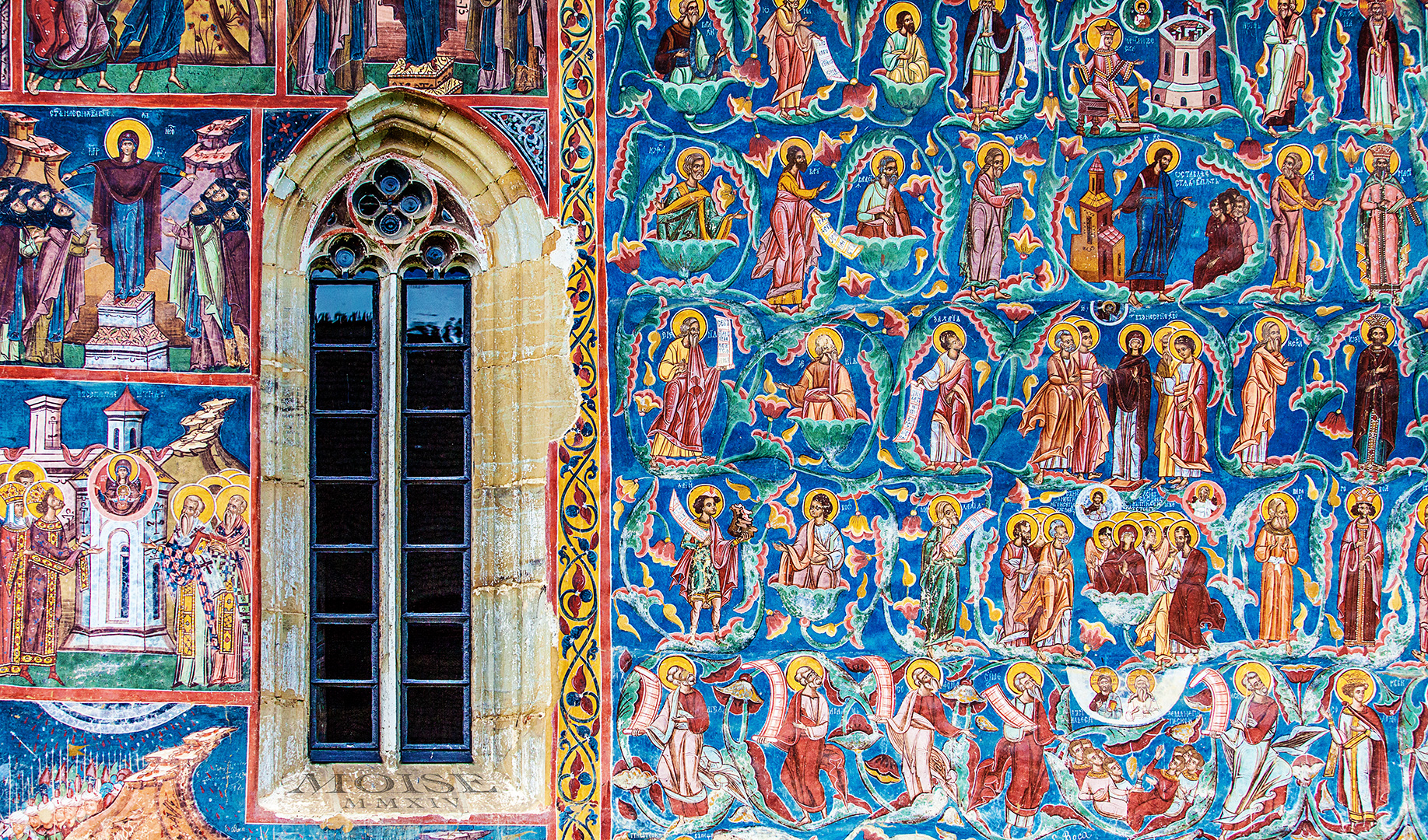
Frescos

Este monasterio, construido por el vaivoda Petru Rareș, es uno de los ocho monasterios del norte de Moldavia con frescos en las paredes exteriores. La hermana Maika, quien ha vivido en el monasterio más de 50 años, dice que son "las santas escrituras a color".
Los frescos de Moldovița fueron pintados por Toma de Suceava en 1537 y están bien conservados. El color predominante es el amarillo y el azul y representan escenas del arte cristiano ortodoxo: una procesión de santos se dirige hacia la Virgen entronada con el Niño en su regazo, por encima de la ventana este; el Árbol de Jesé se encuentra en la base de la pared; El "Asedio de Constantinopla" conmemora la intervención de la Virgen para salvar la ciudad de ataque persa en el año 626 (aunque el asedio representado parece ser la Caída de Constantinopla de 1453).
Los arcos altos dejan entrar luz natural al interior de la iglesia. "El Juicio Final" cubre la superficie entera de la pared oeste con su río de fuego y su representación del mar y el juicio a los muertos. Las iglesias de Moldovița y de Humor son las últimas en construirse con un patio abierto, un sitio escondido por encima del enterramiento.